# Груйлунг
Груйлунг (рум. Gruilung) — село у повіті Біхор у Румунії. Входить до складу комуни Лезерень.
Село розташоване на відстані 412 км на північний захід від Бухареста, 25 км на південний схід від Ораді, 114 км на захід від Клуж-Напоки, 141 км на північний схід від Тімішоари.

## Населення
За даними перепису населення 2002 року у селі проживали 134 особи, усі — румуни. Усі жителі села рідною мовою назвали румунську.